# EMD GP7形ディーゼル機関車
EMD GP7は、1949年10月から1954年5月の間にアメリカのGM-EMDが製造した4動軸のロード・スイッチャータイプの電気式ディーゼル機関車である。GM-EMDが初めてフード・ユニットを採用した機関車である。運転台のあるAユニットが2,729両、運転台のないBユニット（GP7B）が5両の合わせて2,734両が製造され、うち92両はカナダに、2両はメキシコに輸出された。

## 解説
ロード・スイッチャータイプのディーゼル機関車はGP7以前にアメリカン・ロコモティブ(ALCO)、フェアバンクス・モース、ボールドウィンが製造していたが、GP7のヒットにより、ロード・スイッチャーの外観が定着することとなった。EMDの4動軸のロード・スイッチャーの型名には「多目的」を意味するGeneral purposeの略称「GP」が付けられ、GPシリーズはGeep（ジープ）という愛称で呼ばれることになった。
基本的にはフードの短い側（ショートフード）を先頭する設計であったが、鉄道事業者によっては長い側（ロングフード）を先頭とする場合もあった。また、ショートフードの高さを抑えて製造された車両もあった。これは前方視界を確保するために採用される構造であるが、後方視界を確保するためにショートフード側を後ろとして使用されたものもある。
オプションとして発電ブレーキ（ダイナミック・ブレーキ）が用意され、装着している車両はロングフードの中央付近に張り出しがある。
台車は、ブロンバーグB形台車を装着しているが、一部にAAR A形台車を装着している車両があった。
一級鉄道では1980年代初頭にGP7の運用を終了したが、中小規模の鉄道では現在でも多くの車両が運用中である。また、製造第1号であったシカゴ・アンド・ノース・ウェスタン鉄道の1518号機をはじめ、多数のGP7が博物館等に保存されており、施設によっては体験運転ができる場所もある。

## 派生型

### Bユニット
Bユニットは1953年3月から4月にかけて製造され、アッチソン・トピカ・アンド・サンタフェ鉄道(ATSF)に納入された。

### 旅客用GP7
暖房装置として、ショートフード内に蒸気発生装置を搭載した車両もある。床下にボイラー用の水タンクを搭載しており、その分、燃料タンクが小さくなっている。ただし、燃料タンクを大きいままとし、空気タンクをロングフードの上に移動した車両も存在する。
また、客車に暖房や電源を供給するための発電装置を搭載した車両もある。その装置はロングフード先端のデッキ上に箱形にまとめて装着されている。

### GP7M
FシリーズのFTから発生した部品を流用した車両。サンタフェ鉄道の99号機として納入され、FTのエンジンを使用したことから出力は1,350馬力であった。

### 台車の改造
AAR A形台車を装備していた車両は、廃車になったアメリカン・ロコモティブのRS-1が装着していたAAR B形台車に履き替えたものがある。